# Im Café der verlorenen Jugend

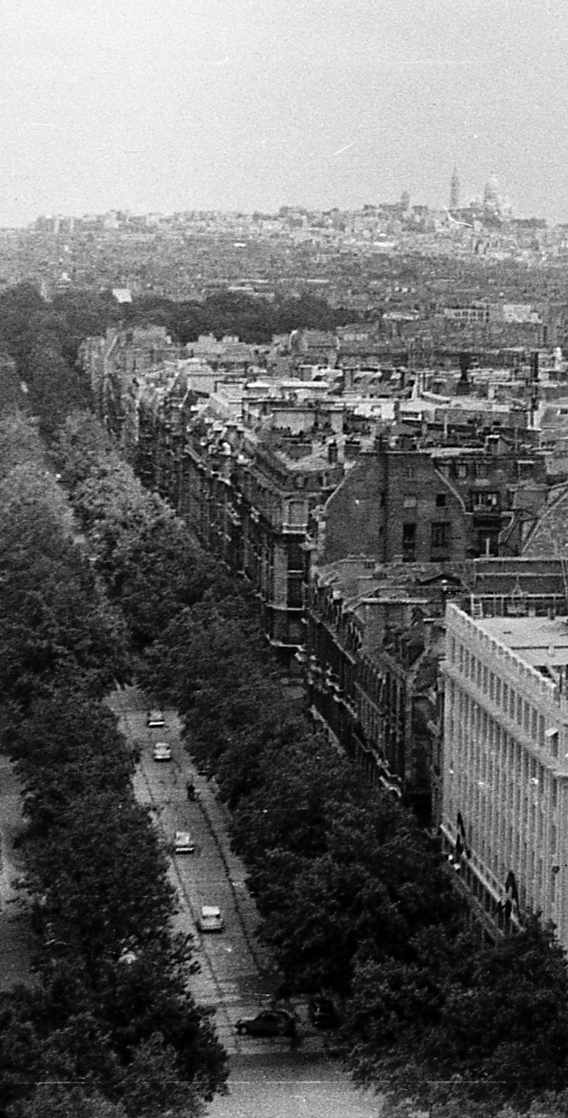
Blick vom Arc de Triomphe in Paris, 1965

Im Café der verlorenen Jugend (französisch Dans le café de la jeunesse perdue) ist ein 2007 erschienener Roman des Literaturnobelpreisträgers Patrick Modiano, in dem Café-Gänger sowie ein Detektiv und ein verlassener Ehemann sich über eine junge Frau Gedanken machen, deren Lebensspuren größtenteils vage bleiben. Sie hat zwei Namen (Louki/Jacqueline) und es wird erzählt, dass sie ihrem Leben selbst ein Ende setzt, indem sie sich im Beisein einer anderen Frau vom Balkon stürzt. Die Schwerelosigkeit, nach der Louki sich gesehnt hat, spürt der Leser bei der Lektüre der schönen Prosa, die manchmal selbst „irgendwie schwebt“.
Erstmals benutzt Modiano innerhalb eines Romans mehrere Ich-Erzähler, drei männliche Erzähler sowie die Hauptfigur des Romans selbst. Es werden auf diese Weise verschiedene Funktionen des Erinnerns dargestellt. Der Roman ist international viel beachtet worden. In deutscher Übersetzung durch Elisabeth Edl ist das Werk 2012 bei Hanser erschienen.
Der Titel „Dans le café de la jeunesse perdue“ ist Teil eines Zitats von Guy Debord, das als Motto vorangestellt ist und seinerseits den Beginn der Göttlichen Komödie von Dante parodiert. Im Eröffnungsabschnitt der Geschichte ordnet der Erzähler den Begriff „verlorene Jugend“ erstens einem Philosophen zu, den er als sentimental charakterisiert, und zweitens beschreibt er die Gäste des „Le Condé“ als „verlorene Jugend“.

## Inhalt

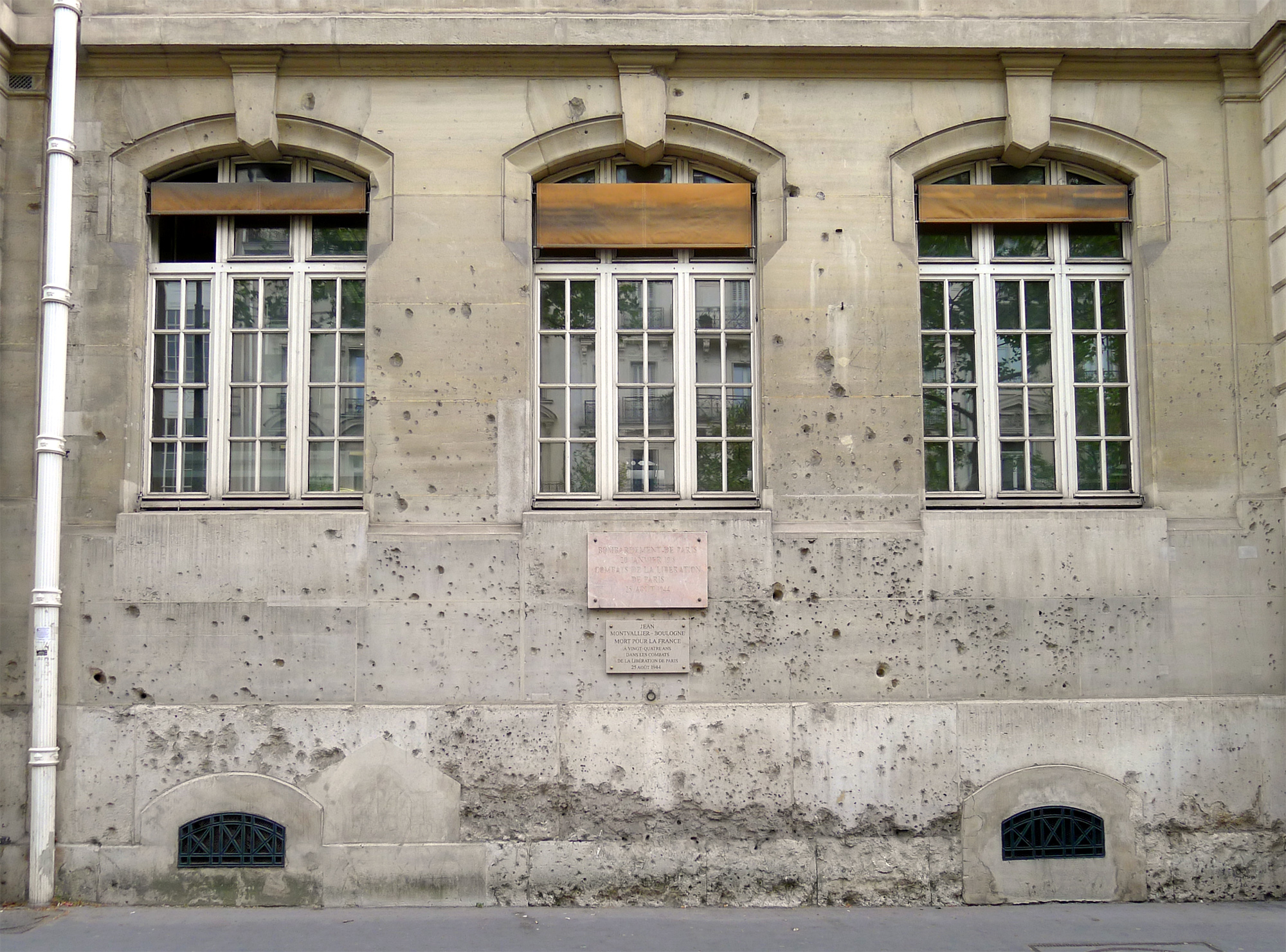
Einschusslöcher an der Pariser Bergbauhochschule

Paris, zu einer nicht genau bestimmbaren Zeit in den 1950er oder 1960er Jahren. Im Café „Le Condé“ der Pariser Rive Gauche in der Umgebung des Odéon zieht eine junge Frau, die einsam wirkt, die Aufmerksamkeit verschiedener Gäste auf sich und wird auf einen neuen Vornamen „getauft“, Louki, den sie nach kurzem Zögern annimmt. Aus verschiedenen Perspektiven werden Vermutungen und Gewissheiten über Louki und ihr Leben erzählt, zeitlich meist unbestimmt.
Eingangs tritt ein anonym bleibender Erzähler auf, der damals an der Pariser Bergbauhochschule studierte. Allein dies sei ein Grund gewesen, weshalb er nicht zum engeren Bohème-Kreis des „Condé“ gehört habe. Er schildert, wie er Louki erstmals im „Condé“ sah, wer die Besitzerin des Cafés war und wer sonst noch regelmäßige Gäste waren, darunter bekannte Namen im Paris jener Zeit, so die Schriftsteller Arthur Adamov und Maurice Raphaël, der Dichter Olivier Larronde oder der Tänzer Jean Babilée. Louki habe unter den Stammgästen eher verloren gewirkt, mal allein hinten im Café sitzend, mal unter den lautesten von ihnen, aber auch dort meist schweigsam und zurückhaltend.
Danach erzählt der Privatdetektiv Pierre Caisley, wie er von Loukis verlassenem Ehemann beauftragt wurde, sie aufzuspüren. Er schildert, wie er über eine Nachricht eines Polizeispitzels ihr Hotel herausfand und dort dann darauf stieß, dass sie sich im „Condé“ verabredet hatte. Bei seinen Nachforschungen im Café sei ihm klargeworden, dass er diesen Auftrag ins Leere laufen lassen werde, damit sie sich „in Sicherheit bringen“ könne. Hatte er sich am Anfang seiner Erzählung noch dafür gerühmt, von seinem ehemaligen Chef Blémant dafür bewundert worden zu sein, dass er so ein gutes Personengedächtnis habe, so kommen ihm am Ende Zweifel an seinem Gewerbe.
Im mittleren von fünf Teilen erzählt Louki selbst, und sie beginnt damit, dass sie mit fünfzehn schon für neunzehn gehalten worden sei. Ihren Vater habe sie nie kennengelernt und sei bei ihrer Mutter aufgewachsen. Bei mehreren ihrer nächtlichen Streifzüge sei sie aufgegriffen worden, und es habe sie gewundert, dass man „sich (überhaupt) für (ihren) Fall interessierte“. Eines Tages dann sei sie einer gewissen Jeannette Gaul begegnet, über die sie in etwas zwielichtige Gesellschaft geriet und die sie mit dem Konsum von „Schnee“ vertraut machte. Aber es bedeutete ihr nicht viel. Was sie im Grunde immer gesucht habe, das sei jenes „Gefühl der Schwerelosigkeit“ gewesen.
In den letzten beiden Teilen wird in Rückblende aus der Perspektive des Schriftstellers Roland erzählt. Er hatte Louki bei esoterischen Sitzungen kennengelernt, in der Wohnung eines Guy de Vere. Roland bemüht sich gleich klarzustellen, dass das Ganze mit „Tische rücken“ nichts zu tun gehabt habe. Bei einem anschließenden Spaziergang merkte Roland sofort, dass Louki in ihrer Ehe nicht wirklich glücklich war. Lieber erzählte sie ihm von den Leuten im „Condé“. Später nahm sie ihn ein paarmal dorthin mit, sie verbrachten gemeinsam Nächte in Hotels, sie gingen gemeinsam ins Kino, sie streiften gemeinsam durch die Pariser Viertel, die Roland „neutrale Zonen“ nannte. Immer mehr merkt man, dass Roland all dies aus großem zeitlichem Abstand berichtet, so wenn er sagt, dass er Loukis Stimme auch heute noch gelegentlich seinen Namen rufen höre. – Im Schlussabschnitt heißt es, er habe eines Tages von Gästen im „Condé“ erfahren, dass Louki sich aus dem Fenster gestürzt habe. Rolands Erzählung endet damit, dass er im Krankenhaus auf Pierre Caisley traf, der sagte, es sei im Beisein von Jeannette Gaul geschehen. Loukis letzte Worte seien gewesen: „Es ist soweit. Lass dich fallen.“

## Interpretation
Der Roman sei ein Versuch, Wahrheit über eine junge Frau zu erlangen. Allerdings ist Modianos Universum vor allem uneindeutig und diese Ungewissheit habe einen Effekt auf den Leser, so Jurate Kaminskas in einem Beitrag von 2012. Vier verschiedene Erzähler sind Louki auf der Spur, darunter sie selbst, und es werden verschiedene literarische Formen ausprobiert, in deren Spannungsfeld die Konstruktion des Romans sich bewegt: realistischer Roman, Biografie, Autofiktion und Krimi. Dabei scheint der Widerstand, den die junge Frau zeigt, wenn sie in Erscheinung tritt, der Anziehungskraft des Bildes zu widersprechen, das sich die anderen von ihr machen.
Man habe am Ende nur eine vage Ahnung, was tatsächlich passiert ist und wann, meint Henri Astier in seiner Rezension für das Times Literary Supplement im Juli 2008, aber was einem weiter im Kopf herumgeistere, das sei die Pariser Stadtlandschaft, die Modiano mit unzusammenhängenden und dennoch anschaulichen, halbfertigen Pinselstrichen zeichne. Hierbei werde geografische Präzision mit verschwommener Chronologie kombiniert, ein schon aus anderen Werken Modianos bekanntes Stilmittel. Astier bezieht Roland und Louki aufeinander: Louki meidet das Quartier Montmartre-Pigalle lieber, in dem sie aufwuchs und als Teenager nachts unterwegs war. Sie sucht Zuflucht im Quartier Latin. Für Roland fühlt es sich gerade dort gefährlich an, von dessen Jugend her. Er wiederum sucht lieber „neutrale Zonen“ auf, die aus seiner Sicht jenseits des Arc de Triomphe liegen. Dies führe zu kreativen Überblendungen, weil beide einer emotionalen inneren Geografie folgen.
Colin Nettelbeck hält in seiner Interpretation von 2010 Modianos Zeugenschaft der 1960er-Jahre für ebenso wertvoll wie die Arbeiten von Historikern und Soziologen. Das Verfahren des Erinnerns, mit dem in Modianos Universum Phantome wieder lebendig werden, und die berauschende Rhythmik der erzählenden Stimme machten das Werk aus. Erstmals, schreibt Nettelbeck weiter, setze Modiano in diesem Werk verschiedene Perspektiven ein, mit dem Ziel, vier Funktionen des Erinnerns darzustellen. Die verschiedenen Schichten von Bedeutung würden sich im Laufe der Erzählung konstituieren: Zu Beginn werden in einer Rückschau auf indirekte Weise die Rahmendaten der Geschichte präsentiert, indem Loukis rätselhafte Aura im Umkreis einer spezifischen Pariser Intellektuellenszene und Künstlerbohème evoziert wird. Aus dieser ersten Perspektive im Stil von Memoiren scheint Louki jenes tragische Klima zu repräsentieren, das dem kollektiven Abenteuer der Café-Gäste eigen ist. In der zweiten Perspektive ergänzt ein professioneller Detektiv weitere Daten zu Louki. Hinter seiner Person verberge sich ebenfalls eine Vergangenheit, die Jahre der deutschen Okkupation und unmittelbar danach, die erneut zutage zu treten droht und die das Ensemble der Personen im „Le Condé“ um eine weitere düstere Bedeutungsebene ergänzt. Als dritte Perspektive setzt Modiano diejenige von Louki selbst ein, die formal gesehen eine eigenständige Einheit sein könnte. Trotz ihrer hoffnungsvollen Revolte, die sich im Vagabundieren der jungen Erwachsenen ausdrücke, erweise sich Jacqueline nicht resistent gegen die Risiken anderer Umgangsformen: nicht denen aus Freundschaft und Liebe und auch nicht den Lehren der intellektuell-spirituellen Kreise. Auch wenn die Bekanntschaft mit Jeannette sich für Louki als günstig erwiesen habe, um vom Ehemann wegzukommen, so sei es kein Zufall, dass sich Louki im Beisein von Jeannette umbringe, so Nettelbeck. Und anscheinend hat Louki durch ihre Liebesaffäre mit Roland auch keine Stabilisierung finden können. Die vierte Perspektive, von Roland, ist durcheinander, klart aber an zwei Stellen etwas auf: einmal in Rückschau auf die Anfangszeit ihrer Beziehung, als Louki begann, Roland ins „Le Condé“ mitzubringen, und zum zweiten, sobald das Phantom der Louki spürbar wird, die nicht mehr am Leben ist. Nettelbeck verbindet seine Interpretation am Ende mit werkbiografischen Überlegungen und sieht einen weiteren phantombehafteten Bedeutungskontext in Modianos Auseinandersetzung mit dem Erbe der literarischen Moderne. In der Bereitschaft der männlichen Figuren jedoch, Mitgefühl zu zeigen, sieht er Anzeichen dafür, dass Modiano zunehmend schreibt, um sich zu versöhnen.
Kaminskas arbeitet mit ihrer Argumentation heraus, dass auf einer metadiskursiven Ebene darüber reflektiert wird, wie eine literarische Figur (nicht) geschaffen werden kann. Unter den Café-Gängern befindet sich auch Bowing, der akribisch notiert, wer wann kommt und geht. Er zeichnet die Wege auf, die von den Leuten zurückgelegt werden, wenn sie ins Condé kommen oder zum Ort ihrer Nachtruhe zurückgehen. Der anonyme Erzähler der Anfangspassage macht hingegen einen Bogen um Bowings Methode und ist eher fasziniert von allem, was Loukis Unsichtbarkeit zur Folge hat, ihre langsamen, unauffälligen Bewegungen zum Beispiel. Er selbst bleibt ohne Namen, was in der Romantradition des Realismus gleichbedeutend ist mit: keine Identität haben, keine Autonomie. Louki/Jacqueline hingegen hat zwei Namen: Rechts der Seine ist sie Jacqueline, links der Seine Louki. Während sie sich überwiegend von Nord nach Süd bewegt, liegen Rolands Wege im Stadtplan horizontal. Kaminskas stellt ferner fest, dass jede der Erzählungen gegen Ende der eigenen Passage die Aufmerksamkeit des Lesers frustriert, weil die Suche nach der jeweils passenden Methode aufgegeben wird, mit der die literarische Figur aus dem Schatten zu holen wäre. Kaminskas resümiert, dass auf allen Ebenen des Textes Instabilitäten zu finden sind, die unterstreichen, dass die Figur Louki/Jacqueline den erzählerischen Möglichkeiten widersteht – wie um sich durch Flucht einem Zugriff zu entziehen.
Mit der Figur Bowing hat sich auch Alan Morris befasst. Bowings Name rufe ebenfalls die Zeit der Okkupation wach. Dessen Namensgeber sei mit der Bonny-Lafont-Gang und der paramilitärischen Nordafrika-Brigade verbunden – wie drei weitere der Figuren dieser Erzählung auch: Dr Vala, Bernolle und Maurice Raphaël. Bowings Anwesenheit und Aktivität im Condé, wo er kein normaler Gast sei, werde dementsprechend von Dr Vala kommentiert als einer Razzia ähnlich: Darin seien sie alle gefangen. Morris sieht Bowing als Widerspiegelung des tatsächlichen Autors des Romans an. Indem Modiano sich hier einem Mitglied der französischen Gestapo anverwandele, stehe er erneut in den Schuhen seines Vaters, und sei damit seiner beunruhigenden väterlichen Erbschaft nahe, meint Morris.

### Jacqueline Harispe, Guy Debord und weitere Phantome
Wie so oft bei Modiano ist auch bei diesem Roman eine reale Begebenheit Ausgangspunkt für die Fiktion, die er daraus entwickelt. Hierzu hat Denis Cosnard die wesentlichen Informationen zusammengetragen: Im November 1953 beging die 19-jährige Jacqueline Harispe Suizid. Sie hatte als Mannequin für Dior gearbeitet und wurde von ihren Freunden Kaki genannt. Wie Louki nahm Jacqueline Harispe sich das Leben, indem sie sich aus dem Fenster eines in der Rue Cels gelegenen Hotels stürzte. Als Kind, in der Obhut einer amerikanischen Studentin, war Modiano ihr im Café „Chez Moineau“ begegnet. Auch andere Stammgäste des fiktiven „Condé“ waren dort, im realen „Chez Moineau“, anzutreffen: Jean-Michel (Mension) und Fred (Hommel).
Mit Guy Debord wird der Autor von Die Gesellschaft des Spektakels (1967) als eine der Bezugnahmen des Textes kodiert, meint Nettelbeck. Modiano könnte im Erscheinungsjahr 2007 gleich zwei 40. Jahrestage als Kontext evoziert haben: neben dem für Debords Buch auch den der Vorbereitungen der Feiern zum Pariser Mai 1968, so Nettelbeck. Wie die Protagonistin Louki-Jacqueline sei Debord in der Geschichte als gespenstische Figur spürbar – und auch er habe sich das Leben genommen – und „Debord“ sei als kulturelles Gepäck der kollektiven Dimension dieses Werks anzusehen. 
Darüber hinaus könnte Modiano mit der Figur des Guru-Meisters von Louki und Roland, Guy de Vere, vom Klang des Namens her auf Georges Gurdjieff anspielen. De Vere wäre damit eine Art blutleerer Guy Debord, aber für die Kreise, in denen sich Louki bewegt, sei von Modiano die Präsenz dieser beiden einflussreichen Personen als etwa gleich schädlich gestaltet worden, meint Nettelbeck. Und – Guy De Vere ist ein Name in Edgar Allan Poes Gedicht Lenore.

## Rezeption
Die internationale Rezeption der französischen Originalfassung setzte im englischsprachigen Raum auch ohne Übersetzung bereits 2008 ein, und bis Ende 2009 lagen Übersetzungen ins Katalanische, ins Kastilische, ins Persische, ins Arabische und ins Russische vor. 2010 und 2011 folgten Japanisch und Italienisch. Eine deutschsprachige Fassung wurde erst 2012 verlegt.

## Leseerlebnis
Die Lektüre des Romans hinterlässt gleichermaßen einen tiefen Eindruck von Dichtung wie den eines Unbehagens, das nicht lokalisierbar ist: eine merkwürdige Empfindung, die den Leser bei der Gurgel packt. Die Schwerelosigkeit, nach der Louki sich sehnt, spürt der Leser „durch die schöne, manchmal beiläufige, manchmal selbst irgendwie schwebende Prosa“, so empfindet es Gerrit Bartels, in seiner Rezension im Tagesspiegel am 10. Juni 2012. Pascal Gavillet beschreibt für Tribune de Genève am 4. Oktober 2007, dass da eine Beklommenheit ist angesichts des Gefühls von Verlust, von Erinnerung, die weniger wird, und auch von Orientierung, die verloren geht. In Les Echos meinte Denis Cosnard am 2. Oktober 2007, man könne einfach nicht anders als der leicht abschüssigen Straße zu folgen und damit einer Louki, mit der es unentrinnbar bergab gehe. Patrick Kéchichian schrieb in Le Monde am 5. Oktober 2007, dass manche Bücher uns härter machen und dass andere, die wertvoller sind und notwendiger, uns empfindlicher machen und uns die Waffen abnehmen – so wie dieses Porträt einer Frau, die so nah ist und so verloren, von Modiano entlang der Grenze zwischen Licht und Schatten gezeichnet, erschütternd.

## Rezensionen
- Henri Astier: „Patrick Modiano – Dans le café de la jeunesse perdue“, in: The Times Literary Supplement, No. 5492 (2008):32, 4. Juli 2008
- Paul Gellings: „Le Roman - Dans le café de la jeunesse perdue“, in: La Nouvelle revue française, No. 584 (2008):28
- Anita Brookner: „Dans le café de la jeunesse perdue, by Patrick Modiano“, in: The Spectator (London), No. 9360 (2008):32, 19. Januar 2008
- Beat Mazenauer: „Das alte Paris. Patrick Modiano erinnert sich ans Paris der 1960er-Jahre und lässt sich zur Nostalgie verführen“, in: literaturkritik.de, 15. März 2012
- Gerrit Bartels: „Patrick Modianos Roman Café der verlorenen Jugend. Das Glück der Schwerelosigkeit“, Tagesspiegel, 10. Juni 2012

## Forschungsliteratur
- Mathieu Rémy: „Psychogéographie der la jeunesse perdue“, in: Lectures de Modiano, herausgegeben von Roger-Yves Roche Inhaltsverzeichnis, C. Defaut, Nantes 2009, ISBN 978-2-35018-081-6, S. 199–220
- Alexandre Clément: „Patrick Modiano et Guy Debord errent dans Paris“ (Memento vom 21. Oktober 2014 im Internet Archive). alexandre.clement.over-blog.com, 28. Dezember 2009 (Clément argumentiert, dass durch die verschiedenen Perspektiven bewiesen wird, wie zerbrechlich Erinnerungen sind und dass jede Person ihre subjektive Wahrnehmung der Realität habe.)
- Colin Nettelbeck: „Comme l’eau vive: mémoire et revenance dans Dans le café de la jeunesse perdue (2007)“, in: Modiano, ou, Les intermittences de la mémoire, herausgegeben von Anne-Yvonne Julien und Bruno Blanckeman, Inhaltsverzeichnis (pdf), Hermann, Paris 2010, ISBN 978-2-7056-6954-6, S. 391–412
- Jurate Kaminskas: „Traces, traces et figures: Dans le cafe de la jeunesse perdue de Patrick Modiano“, in: French Cultural Studies, Vol. 23, No. 4 (November 2012):350–357 Abstract
- Alan Morris: „Un Passé qui ne passe pas: the memory of the Occupation in Patrick Modiano's Accident nocturne and Dans le café de la jeunesse perdue“, in: Margaret Atack and Christopher Lloyd (Hg.), Framing Narratives of the Second World War and Occupation in France 1939-2009. New readings, Inhaltsverzeichnis Manchester University Press, Manchester 2012, ISBN 978-0-7190-8755-4, S. 232–241

## Ausgaben

### Print
- Dans le café de la jeunesse perdue, Gallimard, Paris 2007, ISBN 978-2-07-078606-0
- En el cafè de la joventud perduda, übersetzt von Joan Casas, Proa, Barcelona 2008, ISBN 978-84-843-7416-9
- En el café de la juventud perdida, übersetzt von Maria Teresa Gallego Urruti, Anagrama, Barcelona 2008, ISBN 978-84-339-7749-6
- Dar kāfih-yi javānī gum shudih, übersetzt von Sāsān Tabassum, Ufuq, Tihrān 1388 [2009], ISBN 978-9-643-69544-6
- Maqhā al-shāb al-ḍaʻi, übersetzt von Bātrīk Mūdyānū und Muḥammad al-Mizdyawī tarjam, al-Dār al-ʻArabīyah lil-ʻUlūm, Bayrūt 2009, ISBN 978-9-953-87739-6
- Кафе утраченной молодости (Kafe utrachennoĭ molodosti), übersetzt von I.M. Svetlov, Amfora, Sankt-Peterburg 2009, ISBN 978-5-367-01181-4
- Nel caffè della gioventú perduta, übersetzt von Irene Babboni, Einaudi, Torino 2010, ISBN 978-8-806-19381-2
- 失われた時のカフェで (Ushinawareta toki no kafe de), übersetzt von Yūichi Hiranaka, Sakuhinsha, Tōkyō 2011, ISBN 978-4-861-82326-8
- Im Café der verlorenen Jugend, übersetzt von Elisabeth Edl, Hanser, München 2012, ISBN 978-3-446-23856-5
- Ở quán cà phê của tuổi trẻ lạc lối, übersetzt von Thị Bạch Lan Trần, Nhà Xuất Bản Văn học, Hà Nội 2014

### Hörbuch
- Inszenierte Lesung: Im Café der verlorenen Jugend: Roman, übersetzt von Elisabeth Edl, beteiligt: Anna Hartwich, Sandra Hüller, Matthias Brandt, Henning Nöhren, Thomas Sarbacher, NDR Kultur, 3 CDs (216 Minuten), Hörbuch Hamburg, Hamburg 2012, ISBN 978-3-899-03365-6.